# Ancha
Ancha eller Theta Aquarii (θ Aquarii, förkortat Theta Aqr, θ Aqr) som är stjärnans Bayerbeteckning, är en ensam stjärna belägen i den mellersta delen av stjärnbilden Vattumannen. Den har en skenbar magnitud på 4,18 och är synlig för blotta ögat där ljusföroreningar ej förekommer. Baserat på parallaxmätning inom Hipparcosuppdraget på ca 17,4 mas, beräknas den befinna sig på ett avstånd på ca 187 ljusår (ca 58 parsek) från solen. Eftersom stjärnan ligger nära ekliptikan kan den ockulteras av månen, eller mycket sällan av planeter.

## Nomenklatur
Theta Aquarii har det traditionella namnet Ancha, som är medeltida latin för "höften".
År 2016 organiserade Internationella astronomiska unionen en arbetsgrupp för stjärnnamn (WGSN) med uppgift att katalogisera och standardisera riktiga namn för stjärnor. WGSN fastställde namnet Ancha för Theta Aquarii i september 2016 och detta är nu inskrivet i IAU:s Catalog of Star Names.

## Egenskaper
Theta Aquarii är en gul till vit jättestjärna av spektralklass G8 III-IV, vilket anger att den börjat utvecklas till jättestadiet från ett underjättestadium. Den har en massa som är ca 2,4 till 2,8 gånger större än solens massa, en radie som är ca 12 gånger större än solens och utsänder från dess fotosfär ca 72 till 83 gånger mera energi än solen vid en effektiv temperatur av ca 4 900 K.